# Taeniotes luciani
Taeniotes luciani es una especie de escarabajo longicornio del género Taeniotes, tribu Monochamini, subfamilia Lamiinae. Fue descrita científicamente por Thomson en 1859.
El período de vuelo ocurre en los meses de abril, mayo, junio, julio, agosto y septiembre.

## Descripción
Mide 26,5-34 milímetros de longitud.

## Distribución
Se distribuye por Brasil, Colombia, Costa Rica, Guatemala, Honduras, México y Panamá.